# Villers-au-Tertre
Villers-au-Tertre település Franciaországban, Nord megyében. Lakosainak száma 670 fő (2022. január 1.). Villers-au-Tertre Erchin, Bugnicourt, Fressain és Monchecourt községekkel határos.

## Népesség
A település népessége az elmúlt években az alábbi módon változott:
| Lakosok száma | 608  | 615  | 626  | 630  | 643  | 661  | 664  | 667  | 670  |
|               | 2013 | 2015 | 2016 | 2017 | 2018 | 2019 | 2020 | 2021 | 2022 |